# Louga (région)
Pour les articles homonymes, voir Louga (homonymie).
La Région de Louga est l'une des 14 régions administratives du Sénégal. Elle est située au nord-ouest du pays. Le chef-lieu régional est la ville de Louga.

## Situation
Elle longe au sud, la région de Saint-Louis jusqu'à l'océan. 
| Saint-Louis      | Saint-Louis |          |
| Océan Atlantique | Louga       | Matam    |
| Thiès            | Diourbel    | Kaffrine |

## Histoire
La région de Louga est historiquement la huitième région du Sénégal créée en 1976 par démembrement de la région de Diourbel.

## Organisation territoriale
Le ressort territorial actuel, ainsi que le chef-lieu des régions, départements et arrondissements sont ceux fixés par un décret du 10 septembre 2008 qui abroge toutes les dispositions antérieures contraires.

### Départements

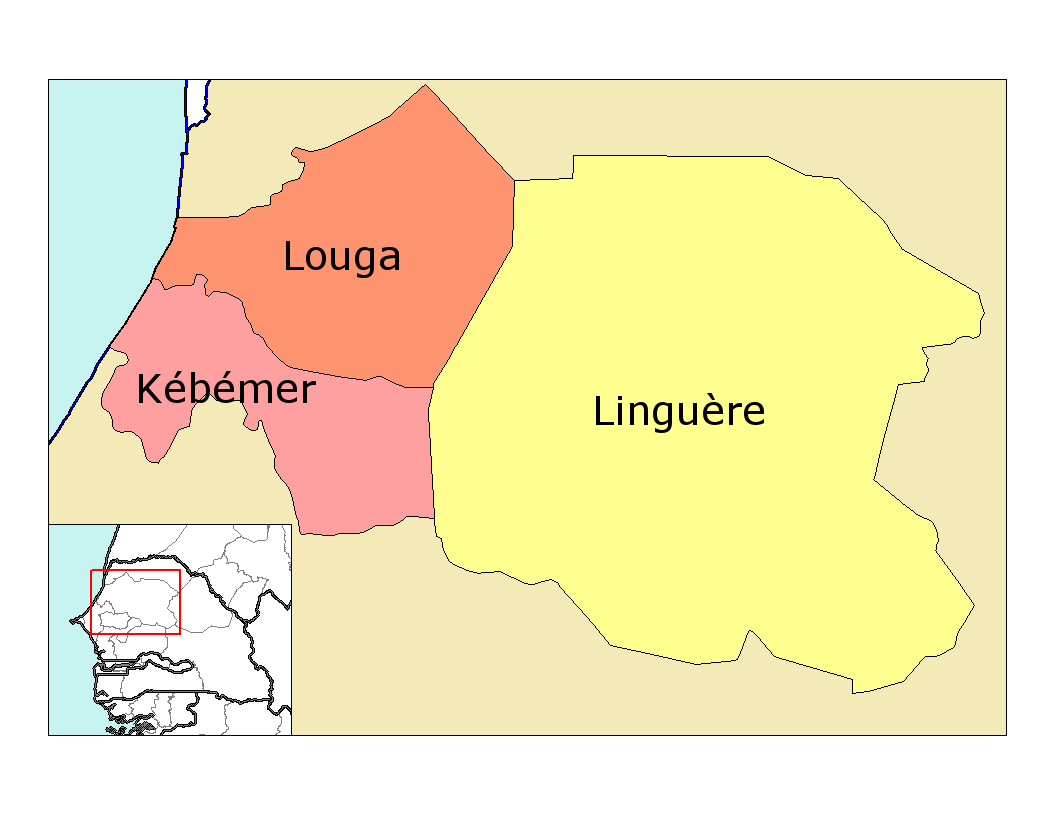
Carte des départements.

La région est composée de 3 départements :
- Kébémer ;
- Linguère ;
- Louga.

### Arrondissements
La région comprend 11 arrondissements :
- Ndande ;
- Darou Mousty ;
- Sagatta Gueth ;
- Barkédji ;
- Dodji ;
- Sagatta Dioloff ;
- Yang Yang ;
- Coki ;
- Keur Momar Sarr ;
- Mbédiène ;
- Sakal.

### Communes
Les localités ayant le statut de commune sont :
- Kébémer ;
- Guéoul ;
- Dahra ;
- Linguère ;
- Louga ;
- Mbeuleukhé (2011)[3] ;
- Ndiagne (2011)[4].